# Sisicottus aenigmaticus
Espèce
Sisicottus aenigmaticus est une espèce d'araignées aranéomorphes de la famille des Linyphiidae.

## Distribution
Cette espèce est endémique du Washington aux États-Unis,. Elle se rencontre dans le comté de King.

## Description
La carapace de la femelle holotype mesure 0,91 mm.

## Publication originale
- Miller, 1999 : Revision and cladistic analysis of the erigonine spider genus Sisicottus (Araneae, Linyphiiae, Erigoninae). The Journal of Arachnology, vol. 27, p. 553-603 (texte intégral).